# Advent International
Advent International est un fonds d'investissement américain. Il est fondé en 1984. Son siège social est situé à Boston.

## Histoire de la société
En 2016, Advent International intervient aux côtés de BPI France pour racheter les activités de sécurité du groupe Safran.
En 2018, Advent International crée Rubix, né de la fusion du groupe français IPH et du groupe britannique Brammer. En France, Rubix est porté par l'enseigne Orexad.
En juillet 2019, l'entreprise offre quatre milliards de livres sterling pour racheter la société britannique Cobham.